# The Heliocentric Worlds of Sun Ra, Vol. 1

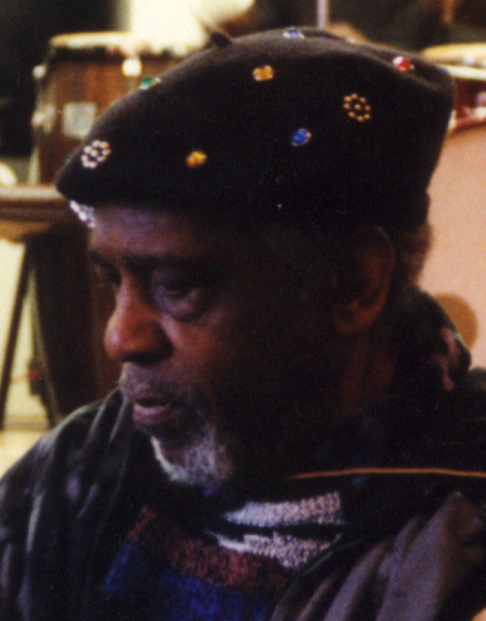
Sun Ra (1992)

The Heliocentric Worlds of Sun Ra, Vol. 1 ist ein Jazzalbum von Sun Ra. Die am 20. April 1965 in den RLA Sound Studios in New York City entstandenen Aufnahmen wurden 1965 beim Label ESP-Disk veröffentlicht. Lizenzausgaben erschienen 1969 in Europa bei Fontana und in Japan bei Phonogram; 1992 erschien das Album auf CD.

## Hintergrund
Das Album ist laut Rückseite des Plattencovers ein „Album mit Kompositionen und Arrangements von Sun Ra, gespielt von Sun Ra und seinem Solar Arkestra“. Es erschien 1965 zunächst unter dem Titel The Heliocentric Worlds of Sun Ra mit einer von Sun Ra selbst gestalteten schwarz-weißen Schallplattenhülle. Dieses Plattencover wurde 1968 durch ein neues orange-rotes Cover von Howard Bernstein und Baby Jerry ersetzt, das Sun Ra mit dem dritten Auge zeigt. Das Album hieß ab dann The Heliocentric Worlds of Sun Ra, Vol. 1, da 1966 das Album The Heliocentric Worlds of Sun Ra, Vol. 2 erschienen war. Eine Wiederveröffentlichung des Albums auf CD erfolgte in den 1990er Jahren durch ZYX-Music (ESP 1014-2).
Sun Ra, der für Joachim-Ernst Berendt und Günther Huesmann ein wichtiger Name des großorchestralen Freien Jazz ist, stellte bereits Mitte der fünfziger Jahre in Chicago eine Big Band zusammen, die damals völlig neuartige Geräusch- und Perkussionsklänge einbezog. Es sind Klänge, die ihr Komponist und Schöpfer als »kosmische Sounds«, als »Musik der äußeren Galaxien« und der »Heliocentric Worlds« empfindet. „Sun Ras Musik ist frei von den Sections der herkömmlichen Big Band. Die Instrumente spielen in ständig wechselnden Kombinationen miteinander.“
Sun Ras Solar Arkestra ist laut Michael G. Nastos „eine solide 11-köpfige Musikgruppe, mit kräftigen Beiträgen der Saxophonisten Marshall Allen, John Gilmore, Pat Patrick, Danny Davis und Robert Cummings, des einsamen Trompeters Chris Capers, der Posaunisten Teddy Nance und Bernard Pettaway und des außergewöhnlichen Bassisten Ronnie Boykins, die ausschließlich Instrumentalmusik spielten“. Der Bandleader Sun Ra spiele dazu „kaum akustisches Klavier“, sondern könne sich „hauptsächlich auf die Bassmarimba und in geringerem Maße auf eine elektrisch verstärkte Celesta“ konzentrieren.
In John F. Szweds Sun-Ra-Biografie Space Is The Place: The Lives and Times of Sun Ra beschrieb Marshall Allen den Aufnahmeprozess des Albums The Heliocentric Worlds of Sun Ra wie folgt: „Sun Ra ging ins Studio und spielte etwas, der Bass kam dazu, und wenn es ihm nicht gefiel, stoppte er es; und er gab dem Schlagzeuger einen bestimmten Rhythmus vor, sagte dem Bass, er wolle kein 'boom boom boom boom', sondern etwas anderes, und dann fing er an, die Bläser auszuprobieren, und wir standen alle da und fragten uns, was als nächstes kommt. Ich nahm einfach die Piccoloflöte in die Hand und arbeitete mit dem, was gerade passierte, welche Stimmung sie erzeugten oder welches Gefühl sie vermittelten. Vieles, was wir probten, machten wir falsch, und Sun Ra stoppte das Arrangement und änderte es. Oder er wechselte die Person, die ein bestimmtes Solo spielte, so dass sich das Arrangement änderte. So bekam derjenige, der das Solo spielte, einen anderen Part, der ihm persönlich zugewiesen wurde. Denn er kannte die Leute. Er verstand, was man besser machen konnte.“
Für Gene Tyranny ist das Album ist ein bemerkenswertes Beispiel für den radikalen Bruch, den Sun Ra in seiner Musik mit „früheren Vorstellungen von Melodie oder Harmonie“ vollzogen hatte. Die Musik ist zwar stark perkussiv, verzichtet aber auch auf einen durchgehenden Beat. Für Ekkehard Jost ist diese Musik „eine spezifische Form der Verflechtung von kompositorischen und improvisatorischen Gestaltungsprinzipien einerseits mit einer Programmierung affektiver Qualitäten andererseits.“

## Titelliste
- Sun Ra: The Heliocentric Worlds of Sun Ra, Vol. 1 (ESP-Disk – 1014)[1]

Seite 1:
1. Heliocentric – 4:00
2. Outer Nothingness – 7:40
3. Other Worlds – 4:18

Seite 2:
1. The Cosmos – 7:20
2. Of Heavenly Things – 5:40
3. Nebulae – 3:16
4. Dancing in the Sun – 1:50

Alle Kompositionen stammen von Sun Ra.

## Rezeption
In seiner Rezension bei Allmusic vergibt Michael G. Nastos 4,5 von 5 Sternen und schreibt: Das Album Heliocentric Worlds, Vol. I „gehört zu den Werken, die jeder Fan von anspruchsvoller improvisierter Musik besitzen sollte. ... Auch wenn es nicht ganz das vollendete Opus, das opernhafte Weltraumdrama ist, das die Band schließlich konzipieren sollte, so sind doch die Samen des riesigen Baumes, den sie im Begriff waren zu vollenden, in diesem wirklich bemerkenswerten Werk gesät, das immer noch ein Ereignis und ein Wendepunkt für die frühe kreative Musik ist.“ In einer früheren Rezension bei Allmusic beschreibt Gene Tyranny die Aufnahmen als erstaunliche „Sessions, die Lichtjahre über die Free-Jazz-Improvisation hinausgingen, um eine Musik von tief empfundener Explosivität und sanfter Geste zu schaffen, die aus dem Klang selbst entsteht, ohne Bezug auf vorherige Vorstellungen von Melodie oder Harmonie.“ Und Lindsay Planer meint im All Music Guide: „Diese sieben Titel waren das erste, was viele Free- und Avantgarde-Jazz-Enthusiasten von Ra gehört hatten. Das Herzstück seiner Post-Bop-Performances ist die Flexibilität der Unterstützung durch das Arkestra, dessen perkussive Talente nur noch von ihren unbestreitbaren Fähigkeiten an den jeweiligen anderen Instrumenten übertroffen werden.“
In seiner Besprechung von The Heliocentric Worlds of Sun Ra, Vol. 1 und Vol. 2 wertet Douglas Wolk: „Bei beiden Alben handelt es sich um Improvisationen von Untergruppen des Arkestra (unter der Leitung von Ra), und selbst in ihren dissonantesten Momenten sind sie verspielt und großzügig.“
Matthew Wuethrich wertet die Aufnahmen in All About Jazz mit 5 von 5 Sternen und schreibt: „In der Ra-Biografie von John Szwed beschreibt Marshall Allen, wie Ra während der Heliocentric-Sessions die Anweisung gab, anzufangen, ein paar Augenblicke zuzuhören, dann die Musiker anzuhalten und eine neue Richtung einzuschlagen, wobei sie nach und nach eine Struktur aufbauten. Das Arkestra nutzte die Improvisation als sein wichtigstes kompositorisches Mittel, aber Ra's Handschrift ist in der zurückhaltenden Verwendung solch seltsamer Klangkombinationen zu erkennen. Das Arkestra ist sicherlich auf Entdeckungsreise, aber es wird geführt. Und was dabei herauskommt, ist eine der besten Aufnahmen von Sun Ra.“
In seiner Rezension Heliocentric Worlds 1 & 2 Revisited kommentiert Chris May auf der All-About-Jazz-Website: Die Alben verhalfen „Sun Ra – der seit den späten 1940er Jahren obskure Aufnahmen unter seinem eigenen Namen gemacht hatte – wenn schon nicht zum kommerziellen Durchbruch, so doch zumindest zu einer erhöhten Sichtbarkeit für ihn und seine Musik in der aufkeimenden transatlantischen Gegenkultur. Die beiden perkussionslastigen Alben vereinen Space Jazz und konservatorische Kunstmusik zum Vorteil beider, und insbesondere Volume 2 ist ein Meilenstein in Ra’s Entwicklung als Komponist.“
The Penguin Guide to Jazz Recordings vergaben 3 von 4 Sternen, die Encyclopedia of Popular Music wertete mit 5 von 5 Sternen und The Rolling Stone Jazz Record Guide ebenfalls mit 5 von 5 Sternen.
Die Jazz-Zeitschrift Jazzwise nahm das Album in ihre Liste The 100 Jazz Albums That Shook The World auf und begründete dies wie folgt: „Ra hatte schon seit einem Jahrzehnt Alben ... gemacht, ... aber dies war das erste, das eine große Wirkung erzielte, nicht nur wegen der beispiellosen Musik (einige Stücke klingen näher an tibetisch-buddhistischer Musik als alles, was zu dieser Zeit in Amerika gespielt wurde). Ra war auf der Vinyl-Landkarte und hat nie zurückgeblickt. Nächster Halt: Jupiter.“
Jason Heller schrieb in Pitchfork Media, im Jahr 1965 habe Albert Ayler dem Free Jazz mit Bells and Spirits Rejoice zwei seiner prägenden Dokumente geschenkt. Wie in einer synchronen Umlaufbahn hätte Sun Ra dasselbe mit The Heliocentric Worlds of Sun Ra getan. „Outer Nothingness“ von Band Eins verkörpere die Musik des Arkestra in seiner kohärentesten und doch entfesselten Form: voller Percussion, dissonanter Cluster und reichem Anteil an leerem Raum markiere das Stück einen entscheidenden Moment in der Entwicklung von Sun Ra – und auch den Punkt ohne Wiederkehr. Wie bei Aylers Arbeit sei hier die spirituelle Leere im Kern des Free Jazz gefüllt worden. Aber in Sun Ras Fall hatte er eine ganze, selbstgemachte Kosmologie, die er als Materie verwenden konnte.

## Bibliografie
- Joachim-Ernst Berendt und Günther Huesmann: Das Jazzbuch. Fischer Taschenbuch Verlag, Frankfurt am Main 2005 (7. Auflage), ISBN 978-3-596-15964-2.
- Richard Cook und Brian Morton: The Penguin Guide to Jazz Recordings. Penguin, Hammondsworth 2008 (9. Auflage), ISBN 978-0-14-103401-0,
- Ekkehard Jost: Free Jazz. Beiträge zur Jazzforschung / Studies in Jazz Research 4. Universal Edition, Graz, 1974.
- Colin Larkin: Encyclopedia of Popular Music. Oxford University Press, Oxford, 2007 (4. Auflage), ISBN 978-0-19-531373-4.
- John F. Szwed: Space Is the Place: The Lives and Times of Sun Ra. DaCapo Press, Boston 1998, ISBN 978-0-306-80855-5.